# Cyrillopsis
Allantospermum, maleni rod drveća i grmova iz porodice Ixonanthaceae. Pripadaju mu dvije vrste iz Venezuele, Francuske Gijane i sjevernog Brazila.
Rod je opisan u Archivos do Jardim Botânico do Rio de Janeiro 4: 356. 1925.

## Vrste
1. Cyrillopsis micrantha (Steyerm.) P.E.Berry & N.Ramírez
2. Cyrillopsis paraensis Kuhlm.; tip

## Sinonimi
Nema.